# ホワイトマッド川

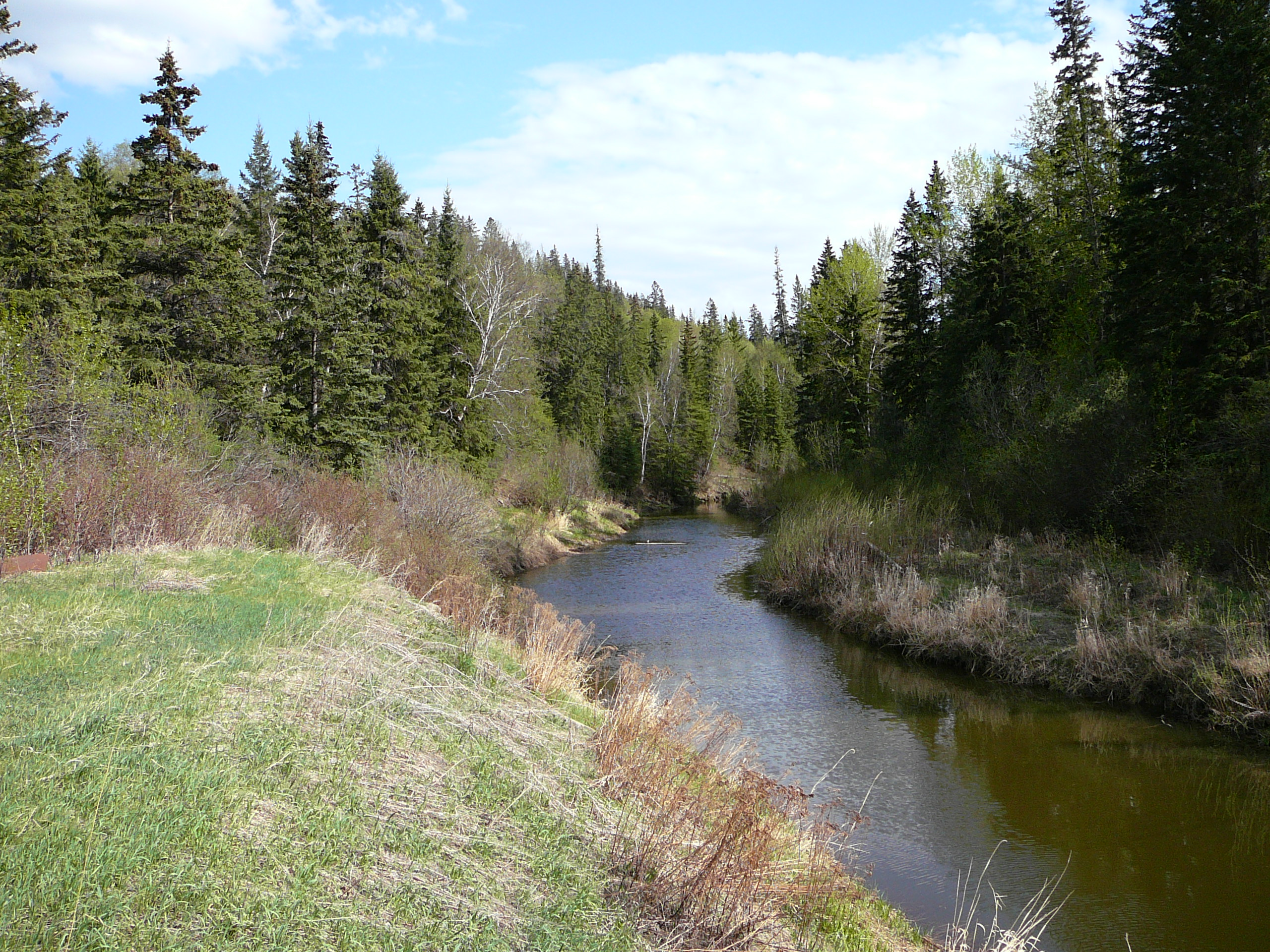
ホワイトマッド川

ホワイトマッド川（ホワイトマッドがわ、Whitemud Creek）は、カナダのアルバータ州中部を流れ州都エドモントンを通るノースサスカチュワン川の支流である。ホワイトマッド川のエドモントンを通る部分は、エドモントンのノースサスカチュワン川南岸のリバーベンド地区とターウィルガー地区を他の地区と区分する境界となっている。エドモントンのホワイトマッド川を臨む地区には、アンブルサイド、アスペン・ガーデンズ、ブルークイル・エステーツ、ブルックサイド、ブレヤ・ハイツ、グランドビュー・ハイツ、ホッジソン、ランズダウン、オギルヴィー・リッジ、ウエストブルック・エステーツ、ツインブルックスがあり、いわゆる高級住宅街が多い地区になっている。